# LOCOPROL
LOCOPROL (Low Cost satellite based train location system for signalling and train Protection for Low density traffic railway lines) war ein Projekt zur Untersuchung zur Einbeziehung von Satellitennavigation im Eisenbahnverkehr von Europa mit dem Ziel des Einsatzes auf Strecken mit geringer Zugdichte. Es ist als Erweiterung des ERTMS Zugsicherung vorgesehen. Das Partnerprojekt LOCOLOC untersuchte dabei die Führerstandsignalisierung und Geschwindigkeitskontrolle. LOCOPROL wurde aus dem 5. Forschungsrahmenprogramm der EU finanziert.  Die Projektkoordination oblag Alstom.

## Grundlagen
Locoprol hat Erfahrungen anderer Systeme übernommen, etwa das seit 1991 betriebene Euteltrac / OmniTRACS von Qualcomm für satellitengestütztes Flottenmanagement, gefolgt von APOLO (Advanced Position Locator), ECORAIL (EGNOS Controlled Railway Equipment) und parallel laufenden Projekten wie INTEGRAIL (2001–2003) der ESA. Ebenso wie GADEROS (GAlileo DEmonstrator Railway Operation System) zur Untersuchung von Satellitenortung im ERTMS wurde LOCOPROL aus dem 5. Forschungsrahmenprogramm der EU finanziert.
Unterstützt wurde das Projekt von Alstom (Belgien), Honeywell Regelsysteme GmbH (Deutschland), INRETS (Frankreich), Alstom Transport (Italien), Trasys (Belgien), Alstom Transport (Frankreich), BPV (Deutschland), Septentrio (Belgien), Reseau Ferré de France (Frankreich), NMBS/SNCB (Belgien), Northern Jiaotong University (China), European Road Transport Telematics Implementation Coordination Organisation S.C.R.L. (Belgien).

## Weiterführung
Das Projekt endete offiziell 2005, die Ergebnisse wurden jedoch in anderen Projekten weitergeführt. Die ESA hat ab 2006 mit RUNE (Railway User Navigation Equipment) auch die Eignung der Galileo (Satellitennavigation) für „virtuelle Balisen“ untersucht. und das Projekt GEORAIL der UIC beschäftigt sich seit 2004 mit dem Einsatz von Ortungssystemen im Eisenbahnverkehr. Im 6. Forschungrahmenplan der EU sind dann GIRASOLE (begleitet vom GPS-LOC der SNCF), GRAIL und M-TRADE enthalten, die bis 2007 liefen. In England schloss sich die LOCASYS an das LOCOPROL Projekt an, die weitere Abhängigkeiten bis 2009 untersuchte, und in Belgien wurde die LOCOPROL Pilotstrecke weiter ausgebaut mit Hinblick auf das TransLogisTIC Projekt zwischen 2007 und 2009 das die Eignung im integrierten Verkehr untersuchte. Im Einsatz sind schließlich satellitengestützte Systeme im Eisenbahnverkehr beispielsweise in Frankreich – das Tr@in-MD der SNCF überwacht den Gefahrenguttransport und Gédéon der SNCF erlaubt die Frachtverfolgung im Streckennetz.
Ähnliche Projekte sind die satellitengestützte Zugsicherung mit dem Nationwide Differential Global Positioning System (NDGPS), das im Rahmen des Positive Train Control in den USA bis 2015 entwickelt werden soll. Das ERTMS Regional System von Banverket ist ebenfalls eine kostenoptimierte Variante von ERTMS für den Einsatz auf Nebenstrecken, dass jedoch noch ohne Satellitenortung arbeitet. Für das 7. Forschungsrahmenprogramm der EU ist das GRAIL-2 Projekt von der GSA/ESA vorgeschlagen, dass die Integration von Satellitenortung in ERTMS weiter untersucht.
Die Forschung wurde weitergeführt in anderen Projekten, darunter GaLoROI und 3inSat. Das achte Forschungsrahmenprogramm alias Horizont 2020 beinhaltet weitere Projekte zu Satellitenortung mit Galileo im Eisenbahnverkehr. Darunter fallen etwa RHINOS und STARS.

## Ergebnisse
Die Ergebnisse von LOCOLOC/LOCOPROL zeigten, dass die Satellitennavigation in städtischen Gebieten stark durch mangelnde Sichtbarkeit von Satelliten eingeschränkt ist. Im Projekt wurden Algorithmen entwickelt, die die Satellitensignale mit einer eindimensional flachen Streckenkarte abgleichen konnten, sodass schon zwei Satelliten zur Sicherung ausreicht. (Von sechs Satelliten für eine sichere EGNOS Messung können 3, in bestimmten Fällen 4 Satelliten ausfallen). Dennoch wurden die Schranken der SIL4 Sicherheits-Kriterien verfehlt (98 % der Messungen außerhalb Tunnels erfolgreich), jedoch war das Testmodell nicht schlüssig für alle Abhängigkeiten des Systems. Die Ergebnisse habe jedoch dargelegt, dass passive Eurobalisen in der Umgebung von Haltepunkten notwendig sind, um der mangelnden Genauigkeit der satellitengestützten Zugortung entgegenzuwirken.
Da die EGNOS-Zertifizierung für Safety-of-Life-Anwendungen im Verlauf des Jahres 2010 noch ansteht, könnten die Ergebnisse von LOCOPROL nachfolgend in einem nicht-prototypischen Umfeld erneut überprüft werden. Im Vergleich wird beim North American Joint Positive Train Control Programm mit zwei Differential-GPS Empfängern gearbeitet, verbunden mit einem Inertialen Navigationssystem zur Überbrückung von Strecken mit schwachem Satellitenempfang per Koppelnavigation (dead reckoning). Das mit der italienischen Ansaldo STS entwickelte ITARUS-ATC auf der Basis der russischen KLUB-U Zugsicherung nutzt ebenfalls Satellitennavigation (meist GLONASS) in Verbindung mit Wegstreckenmessung über Radsensoren und Trägheitsmessung für Richtungsänderungen um ein hohes Sicherheitsniveau für den russischen Personenverkehr zu gewährleisten – es soll zu den Winterspielen 2014 auf der Strecke nach Sotschi eingesetzt werden.